# Kazimierz Kosmala
Kazimierz Kosmala (ur. 22 stycznia 1907 w Pleszewie, zm. 1981) – polski lekarz i działacz społeczny.

## Życiorys
Urodził się 22 stycznia 1907 roku w Pleszewie, tam też ukończył szkołę powszechną i gimnazjum. Studia medyczne ukończył w Poznaniu w 1933 roku, od 1934 pracował w Klinice Dziecięcej Uniwersytetu Poznańskiego. W 1935 roku otrzymał tytuł doktora medycyny; jego praca doktorska nosiła tytuł Feliks Nawrocki jako fizjolog i historyk medycyny. W tym samym roku przeprowadził się do Swarzędza, gdzie pracował w ośrodku zdrowia.
W 1939 roku został zmobilizowany, był w Brześciu nad Bugiem, a następnie w Kownie. Udało się mu powrócić do Swarzędza, gdzie w czasie wojny był jedynym polskim lekarzem udzielającym pomocy ludności polskiej. W 1945 roku sytuacja zmusiła go do założenia szpitala dla ludności cywilnej. Następnie został mianowany lekarzem powiatowym powiatu poznańskiego, a po ponownym uruchomieniu ośrodka zdrowia w Swarzędzu został jego kierownikiem.
Zmarł w 1981 roku. 30 czerwca 2020 roku w Swarzędzu odsłonięto tablicę pamiątkową dla uczczenia jego zasług.

## Odznaczenia
Został odznaczony Krzyżem Kawalerskim Orderu Odrodzenia Polski.